# Axel Fridell

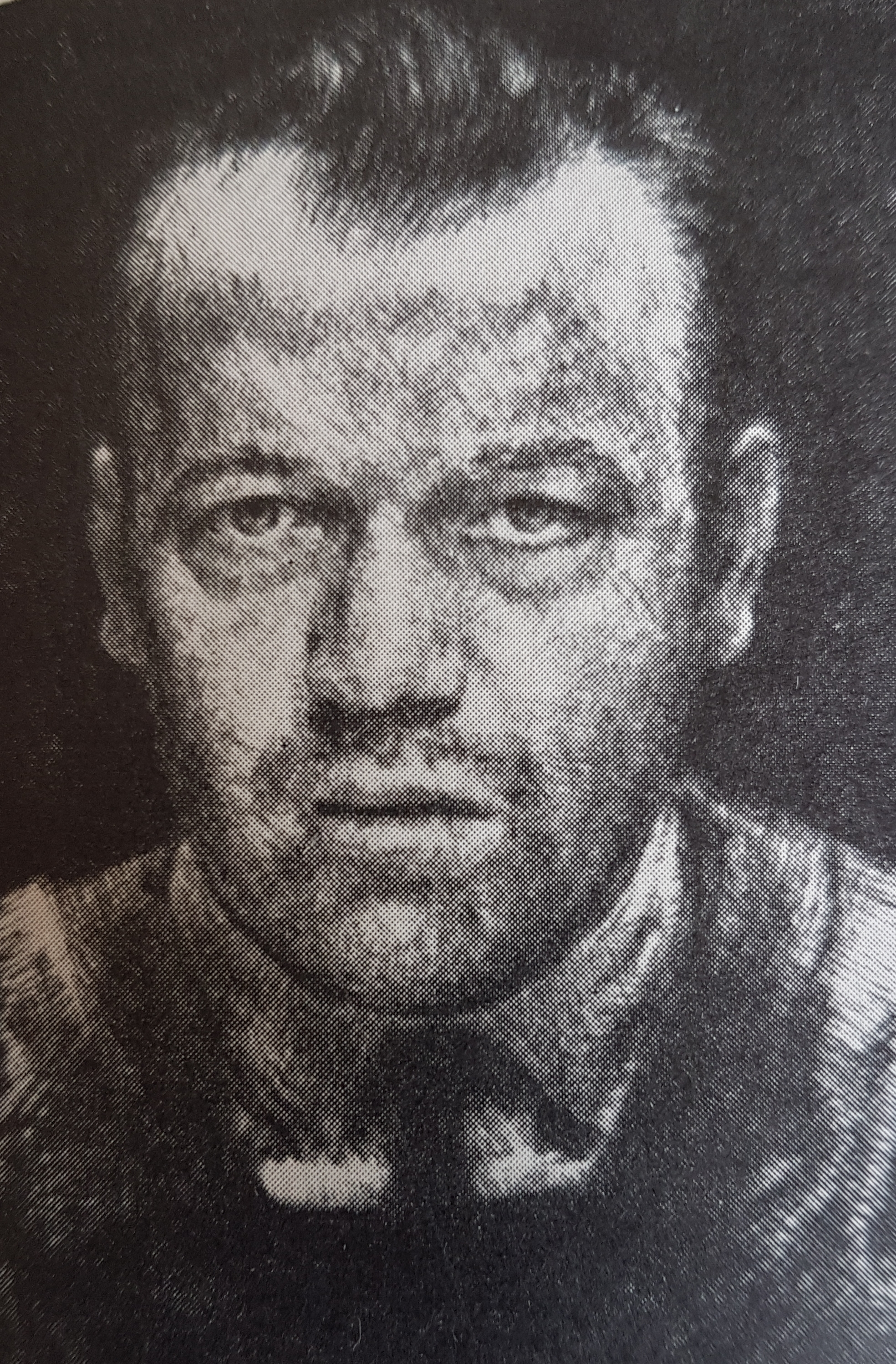
Selbstporträt 1928

John Axel Fridell (geboren am 6. November 1894 in Falun; gestorben am 26. Mai 1935 in Stockholm) war ein schwedischer Grafiker und Maler.

## Leben

Alter Antiquitätenhandel

Fridell war der Sohn des Möbeltischlers Per Johan Fridell und dessen Frau Hanna (geborene Söderberg). Nach dem Schulabschluss war er zunächst als Laufbursche tätig und arbeitete später in der Mine in Falun. Er ging nebenbei zur Abendschule. Hier lernte er Bertil Bull Hedlund, Hans Fredrik Johanson Norsbo und David Tägtström kennen, die seine Freunde wurden. Im Herbst 1913 besuchte er zunächst die Malschule von Carl Wilhelmson in Stockholm, ehe er von 1915 bis 1917 ein Studium an der Akademie der bildenden Künste Stockholm absolvierte. Dort erhielt er Unterricht in der Radierschule von Axel Tallberg. Anschließend war er als Modegrafiker tätig und unternahm in den Jahren 1914 und 1918 Studienreisen nach Kopenhagen und reiste anschließend bis 1921 über Deutschland nach Italien. Nach seiner Rückkehr lebte er zeitweise in seinem Elternhaus in Falun. 1926 ging er erstmals nach London. Später lebte er abwechselnd in seiner Heimat, London und Paris. Eine fortschreitende Krebserkrankung beendete seine künstlerische Karriere. Neben Landschaftsbildern und Interieurs fertigte er Porträts, wobei er teilweise durch die Kunst von Ivar Arosenius und Olof Sager-Nelson beeinflusst wurde.
Vom 30. April 1927 bis 1933 war er mit Ingrid Vilhelmina (geborene Starck, * 26. Januar 1903; † 1947) verheiratet. Sie war eine Tochter von Robert Strack und Frieda Larsson.

## Ausstellungen (Auswahl)
- September bis Oktober 1936: Axel Fridell, 1894–1935. im Nationalmuseum in Stockholm.[2]
- 4. April bis 14. Juni 1981: Axel Fridell Statens Museum for Kunst in Kopenhagen.[3]